# '04 Summer Tour
'04 Summer Tour(En español: '04 Tour de Verano) fue una gira europea del músico británico Paul McCartney realizada durante el verano de 2004.
La gira fue posteriormente recopilada en el DVD Paul McCartney in Red Square, que incluye canciones del concierto en San Petersburgo, el número 3000 en la carrera musical de McCartney. El recopilatorio The McCartney Years, publicado en 2007, incluye canciones del concierto de Glastonbury.

## Personal
- Paul McCartney: voz, guitarras, bajo y piano.
- Rusty Anderson: guitarras, armónica y coros.
- Brian Ray: guitarra eléctrica, bajo y coros.
- Abe Laboriel, Jr.: batería, percusión y coros.
- Paul "Wix" Wickens: teclados, guitarra acústica, acordeón y coros.

## Fechas
- 25/05/2004  Estadio El Molinón, Gijón (España)
- 28/05/2004  Parque Bela Vista, Lisboa (Portugal)
- 30/05/2004  Estadio de La Peineta, Madrid (España)

- 02/06/2004  Letzigrund Stadium, Zürich (Suiza)
- 04/06/2004  Zentralstadion, Leipzig (Alemania)
- 06/06/2004  T-Mobile Park, Praga (República Checa)
- 08/06/2004  Forum Horsens Stadion, Horsens (Dinamarca)
- 09/06/2004  Forum Horsens Stadion, Horsens (Dinamarca)
- 12/06/2004  Ullevi Stadium, Gothenburg (Suecia)
- 14/06/2004  Valle Hovin Stadion, Oslo (Noruega)
- 17/06/2004  Olympiastadion, Helsinki (Finlandia)
- 20/06/2004  Palace Square, St. Petersburg (Rusia)
- 24/06/2004  Stade de France, París (Francia)
- 26/06/2004  Worthy Farm, Pilton, Somerset (Inglaterra)

## Lista de canciones
1. "Jet"
2. "Got To Get You Into My Life"
3. "Flaming Pie"
4. "All My Loving"
5. "Let Me Roll It"
6. "You Won't See Me"
7. "She's A Woman"
8. "Maybe I'm Amazed"
9. "The Long and Winding Road"
10. "In Spite of All the Danger"
11. "Blackbird"
12. "We Can Work It Out"
13. "Here Today"
14. "All Things Must Pass"
15. "Yellow Submarine" (Sing-along)
16. "I'll Follow the Sun"
17. "For No One"
18. "Calico Skies"
19. "I've Just Seen a Face"
20. "Eleanor Rigby"
21. "Michelle" (solo en París)[1]
22. "Drive My Car"
23. "Penny Lane"
24. "Get Back"
25. "Band on the Run"
26. "Back in the USSR"
27. "Live and Let Die"
28. "I've Got a Feeling"
29. "Time For Massage"
30. "Lady Madonna"
31. "Hey Jude"
32. "Yesterday"
33. "Follow Me" (solo en Glastonbury)[1]
34. "Let it Be"
35. "I Saw Her Standing There"
36. "Helter Skelter"
37. "Sgt. Pepper's Lonely Hearts Club Band"/"The End"